# Vlag van Fortaleza

Vlag van Fortaleza

De vlag van Fortaleza is ontworpen door Isaac Correia do Amaral. Hij bestaat uit een rechthoekig wit veld met een blauw andreaskruisachter het wapen van Fortaleza, ontworpen door Tristão de Alencar Araripe. De blauwe kleur is dezelfde als die van de Braziliaanse vlag en dat geldt ook voor de verhoudingen.
De vlag van Fortaleza worden voorgeschreven door Gemeentewet nr. 1.316 van 11 november 1958. Het hijsen van de vlag is verplicht tijdens de werkuren en op feestdagen in het Paleis Iracema, in de gebouwen van de gemeenteraad, de gemeentelijke autoriteiten en de rekenkamer van de gemeenteraad.